# Municipio de Clifford (Kansas)
El municipio de Clifford (en inglés: Clifford Township) es un municipio ubicado en el condado de Butler en el estado estadounidense de Kansas. En el año 2010 tenía una población de 276 habitantes y una densidad poblacional de 2,54 personas por km².

## Geografía
El municipio de Clifford se encuentra ubicado en las coordenadas 38°2′8″N 96°58′40″O / 38.03556, -96.97778. Según la Oficina del Censo de los Estados Unidos, el municipio tiene una superficie total de 108.8 km², de la cual 108,67 km² corresponden a tierra firme y (0,12 %) 0,13 km² es agua.

## Demografía
Según el censo de 2010, había 276 personas residiendo en el municipio de Clifford. La densidad de población era de 2,54 hab./km². De los 276 habitantes, el municipio de Clifford estaba compuesto por el 94,2 % blancos, el 2,9 % eran afroamericanos, el 1,81 % eran amerindios, el 0,36 % eran de otras razas y el 0,72 % eran de una mezcla de razas. Del total de la población el 3,62 % eran hispanos o latinos de cualquier raza.